# フオントゥイ
フオントゥイ（ベトナム語：Thị xã Hương Thủy / 市社香水）はベトナムのフエにある市社である。人口は2018年時点で118,510人、面積は458.17km2である。

## 行政区画
以下の5坊7社から構成される。
- フバイ坊（Phú Bài / 符牌）
- トゥイチャウ坊（Thuỷ Châu / 水洲）
- トゥイズオン坊（Thuỷ Dương / 水楊）
- トゥイルオン坊（Thuỷ Lương / 水良）
- トゥイフオン坊（Thuỷ Phương / 水芳）
- ズオンホア社（Dương Hoà / 陽和）
- フーソン社（Phú Sơn / 富山）
- トゥイバン社（Thuỷ Bằng / 水平）
- トゥイフー社（Thuỷ Phù / 水符）
- トゥイタン社（Thuỷ Tân / 水新）
- トゥイタイン社（Thuỷ Thanh / 水清）
- トゥイヴァン社（Thuỷ Vân / 水雲）

## 交通
- ベトナム鉄道
  - 南北線：フオントゥイ駅

- フバイ国際空港

## 観光
- 啓定陵（世界遺産「フエの建造物群」構成資産）
- トゥイティエン湖